# Ekonomika Pákistánu
Ekonomika Pákistánu je 23. největší na světě při porovnávání parity kupní síly (PPP) a 42. největší v porovnání nominálního hrubého domácího produktu . Pákistán je pátý nejvíce zalidněný stát světa s okolo 220 miliony obyvatel, takže v roce 2019 byl zařazen na 154. místo na světě s nominální HDP na obyvatele 1 357 USD, a na 132. místo s HDP (PPP) na obyvatele 5 839 USD. Až 36 % z celé pákistánské ekonomiky je nezdokumentovaná, což se při výpočtu příjmu na obyvatele nebere v úvahu. Pákistán je rozvojová země a je jednou z dalších jedenácti zemí, které Jim O'Neill ve své výzkumné práci označil za země s vysokým potenciálem stát se spolu se zeměmi BRICS jednou z největších na světě ekonomiky v 21. století. Centra růstu se nacházejí zejména podél řeky Indus a ekonomika je spíše industrializovaná. Mezi primární vývozní komodity patří textil, kožené zboží, sportovní zboží, chemikálie a koberce.
Póly růstu pákistánské ekonomiky se nacházejí podél řeky Indus ; rozvinutější místa ekonomiky jako například Karáčí nebo Paňdžáb pomáhají koexistovat ostatním méně produktivním místům. Ekonomika v minulosti trpěla vnitřními politickými spory, rychle rostoucí populací a smíšenou úrovní zahraničních investic. Devizové rezervy jsou posilovány stabilními převody pracovníků, ale rostoucí deficit běžného účtu, který je řízen prohlubující se obchodní mezerou, protože import převyšuje export - ve střednědobém výhledu by mohla pákistánská ekonomika čerpat z rezervy a tlumit růst HDP. Pákistán v současné době prochází procesem ekonomické liberalizace, včetně privatizace všech vládních společností, jehož cílem je přilákat zahraniční investice a snížit rozpočtový deficit. V říjnu 2016 devizové rezervy překročily 24,0 miliard USD což vedlo ke stabilnímu výhledu dlouhodobého ratingu společnosti Standard & Poor's. V roce 2016 zpráva BMI Research označila Pákistán za jednu z deseti rozvíjejících se ekonomik se zvláštním zaměřením na jeho výrobní centrum.
V květnu 2019 MMF předpovídal, že budoucí míra růstu bude 2,9%, což je nejnižší v jižní Asii. Podle Světové banky chudoba v Pákistánu poklesla ze 64,3% v roce 2002 na 29,5% v roce 2014. Zhoršující se makroekonomická pozice země vedla k tomu, že Moody snížil výhled pákistánského dluhu na „negativní“.
V roce 2017 pákistánské HDP z hlediska parity kupní síly překročil 1 bilion $. Do května 2019 pákistánská rupie prošla meziročním oslabením o 30% vůči americkému dolaru. V roce 2020 byla zahájena druhá fáze CPEC s novými dohodami v hodnotě miliard dolarů. Pákistán se zaměřuje na vlastní odvětví elektrických vozidel, biomedicíny, elektromagnetického a polovodičového průmyslu. Od února 2020 se společnost Infinix stává největším pákistánským výrobcem smartphonů a má budoucí cíle také v oblasti výroby inteligentních hodinek a dalších zařízení v Pákistánu. Samsung a Realme oznamují zřízení montážního závodu v Pákistánu. První pákistánská digitální společnost se usazuje v haripuru. V tuto chvíli Oppo a Haier investují do společnosti Pakistan Digital City (PDC) Haripur. PDC má blízko ke společnosti Telephone Industries of Pakistan (TIP) a National Radio and Telecommunication Corporation (NRTC).

## Historie

### Prvních pět desetiletí
Když Pákistán získal nezávislost v roce 1947, byl zemí střední třídy se zaměřením převážně na zemědělství. Průměrná míra hospodářského růstu Pákistánu v prvních pěti desetiletích (1947–1997) byla vyšší než tempo růstu světové ekonomiky ve stejném období. Průměrné roční míry růstu reálného HDP byly v 60. letech 6,8%, v 70. letech 4,8% a v 80. letech 6,5%. Průměrný roční růst klesl v 90. letech na 4,6% a ve druhé polovině tohoto desetiletí byl výrazně nižší.

### 21. století
V roce 2016 společnost Atlantic Media Company (AMC) Spojených států zařadila Pákistán jako relativně silnější ekonomiku v rámci jihoasijských trhů a očekávala, že v následujícím období bude rychle růst. AMC uvedla, že v období leden – červenec tohoto roku byl indický 100bodový index 6,67%, zatímco burza v Karáčí (Karachi Stock Exchange, KSE) dosáhla 100bodového indexu 17 procent. 

### Ekonomická odolnost

Tempo růstu HDP 2012–2018

#### Pozadí
Pákistánská ekonomika byla charakterizována jako nestabilní a vysoce zranitelná vůči vnějším a vnitřním ekonomickým šokům. Ekonomika se však ukázala být nečekaně odolná tváří v tvář mnoha nepříznivým událostem, které proběhly v období čtyř let (1998–2002) -
- asijská finanční krize ;
- ekonomické sankce - podle Colina Powella byla pákistánská ekonomika „po uši v sankcích“; [10]
- globální recese 2001–2002;
- velké sucho - nejhorší v historii Pákistánu, trvající přibližně čtyři roky;
- válka v sousedním Afghánistánu a s tím související velký příliv uprchlíků z této země;

### Makroekonomické reformy a vyhlídky

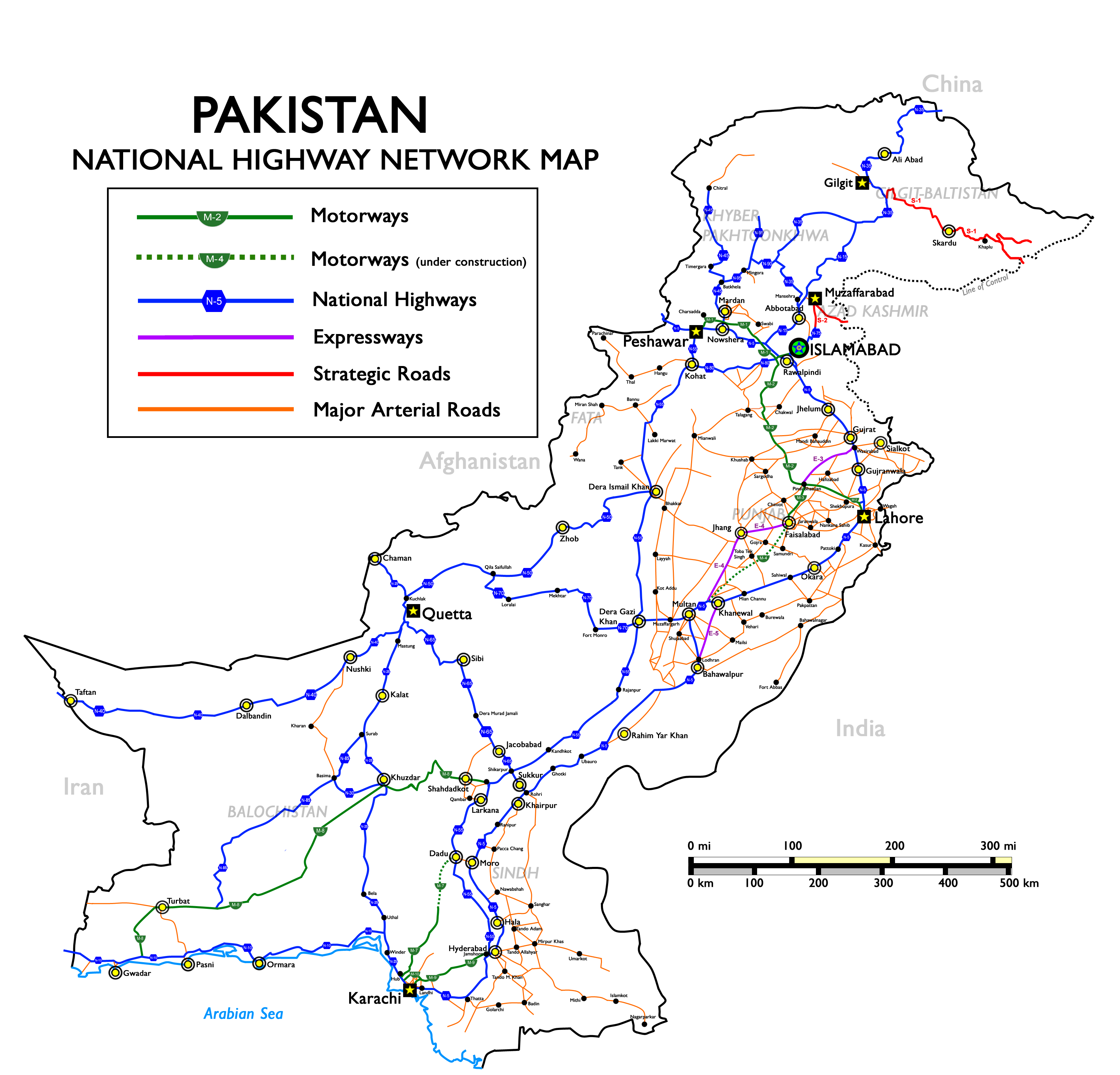
Dálnice, silnice pro motorová vozidla a strategické silnice v Pákistánu.

Podle mnoha zdrojů provedla pákistánská vláda od roku 2000 podstatné ekonomické reformy  a střednědobé vyhlídky na vytváření pracovních míst a snižování chudoby jsou nejlepší za téměř deset let.
V roce 2005 Světová banka prohlásila:
„Pákistán byl nejlepším reformátorem v regionu a desátým nejlepším reformátorem na celém světě - usnadnil podmínky pro zahájení podnikání, snížil náklady na registraci majetku, zvýšil pokuty za porušení pravidel správy a řízení společností a nahradil požadavek licencovat každou zásilku dvouletou licencí pro obchodníky. “ 

#### Podnikání
Index snadnosti podnikání 2020 Světové banky a Mezinárodní finanční korporace zařadil Pákistán na 108. příčku mezi 190 státy po celém světě, což naznačuje neustálé zlepšování a skok z loňského 136. místa. Na prvních pěti příčkách se umístily Nový Zéland, Singapur, Dánsko, Hongkong a Jižní Korea . 
S posunem v žebříčku Indexu snadnosti podnikání a představením vládního plánu pro investice zvažuje mnoho gigantů v automobilovém sektoru, jako je francouzský Renault, jihokorejský Hyundai a Kia, čínský JW Forland a německý Volkswagen, vstup na pákistánský automobilový trh prostřednictvím společných podniků s místními výrobci, jako jsou Dewan Farooque Motors, Khalid Mushtaq Motors a United Motors. 
Po téměř třicetileté přestávce se do Pákistánu opět vrátil americký ropný a plynárenský gigant Exxon Mobil a v květnu 2018 získal 25% podíl na mořské těžbě, přičemž první průzkum ukázal potenciál objevu obrovských zásob uhlovodíků na moři. 
Po dohodě se Saúdskou Arábií, která investuje více než 15 miliard amerických dolarů do vybudování rafinérského a petrochemického průmyslu v Gwádaru, jsou připravovány další investice do tohoto sektoru, zejména ze Spojených arabských emirátů, Kataru, Malajsie a Itálie.
Katar oznámil, že v zemi investuje 3 miliardy amerických dolarů ve formě vkladů a přímých investic za účelem posílení nestabilních pákistánských devizových rezerv.  Do konce června 2019 zaslal Katar Pákistánu prvních 500 milionů dolarů.  

## Hlavní odvětví

### Zemědělství

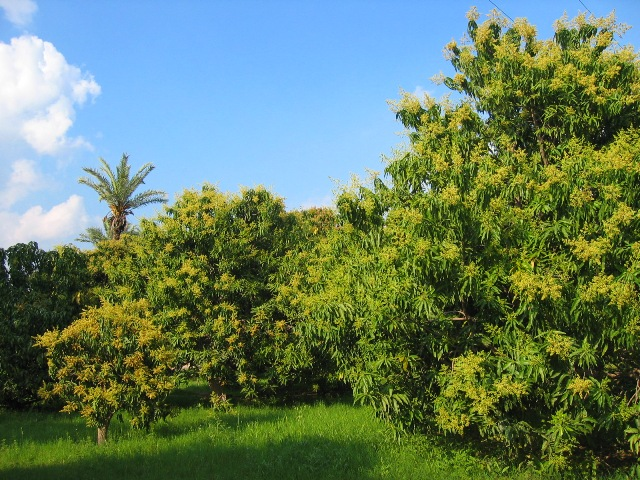
Mango Orchard v Multanu v Pákistánu

Nejdůležitějšími plodinami jsou pšenice, cukrová třtina, bavlna a rýže, které společně tvoří více než 75 % hodnoty celkové zemědělské produkce. Nejčastější potravinářskou plodinou je pšenice. V roce 2017 Pákistán vyprodukoval 26 674 000 tun pšenice, což je téměř stejně jako v celé Africe (27,1 milionu tun) a více než v celé Jižní Americe (25,9 milionu tun), uvádí FAOSTAT. V předchozím tržním roce 2018/19 Pákistán vyvezl rekordních 4,5 milionu tun rýže ve srovnání s přibližně 4 MMT během stejného období roku 2017/18.  Pákistán také dramaticky omezil používání nebezpečných pesticidů. 
Pákistán je čistým vývozcem potravin, s výjimkou let, kdy je jeho sklizeň nepříznivě ovlivněna suchem. Pákistán vyváží rýži, bavlnu, ryby, ovoce (zejména pomeranče a manga) a zeleninu. Dováží pak rostlinný olej, pšenici, luštěniny a zpracované potraviny. Země je největším asijským trhem s velbloudy, druhým největším trhem s meruňkami a ghí a třetím největším trhem s bavlnou, cibulí a mlékem. Ekonomický význam zemědělství poklesl od získání nezávislosti, kdy se jeho podíl na HDP pohyboval kolem 53%. Po špatné sklizni roku 1993 zavedla vláda politiku pomoci v zemědělství, včetně zvýšení podpory pro mnoho zemědělských komodit a rozšíření dostupnosti zemědělských úvěrů. V letech 1993 až 1997 činil skutečný růst v zemědělském sektoru v průměru 5,7 %, ale od té doby klesl pod 4 %. Ve vládním balíčku hospodářských reforem hrají ústřední roli zemědělské reformy, včetně zvýšené produkce pšenice a olejnatých semen.
Většina populace je přímo či nepřímo na zemědělství závislá. Sektor přispívá přibližně 18,5 % hrubého domácího produktu (HDP), představuje 37,4% zaměstnané pracovní síly a je největším zdrojem devizových příjmů. Během sezóny roku 2017–18 zaznamenal zemědělský sektor pozoruhodný růst o 3,70 procenta a překonal svůj cílený růst o 3,5 procenta a loňský růst o 2,18 procenta. Všechny hlavní plodiny, vyjma kukuřice, vykazovaly pozitivní trend růstu své produkce.  Produkce cukrové třtiny a rýže překročila svou historickou úroveň s 82,1 a 7,4 miliony tun. Pákistánský statistický úřad prozatímně ocenil tento sektor na Rs. 7 764 218 milionů na rok 2018, což je meziroční růst o 6,1 %.  V sezóně roku 2018–19 sektor opět nedosáhl svého cílového růstu a vzrostl pouze o 0,85 %. Hlavní plodiny kromě pšenice a kukuřice klesly pod produkci z předchozího roku. 
Pákistánskými hlavními přírodními zdroji jsou orná půda a voda. Asi 25% celkové pákistánské rozlohy je obděláváno a napojeno jedním z největších zavlažovacích systémů na světě. Pákistán zavlažuje přibližně třikrát větší plochu než Ruská federace. Pákistánskému zemědělství prospívá také celoroční teplo. Zarai Taraqiati Bank Limited je největší finanční institucí zaměřenou na rozvoj odvětví zemědělství poskytováním finančních služeb a technických znalostí.

#### Těžba
Pákistán je obdařen významnými nerostným bohatstvím. Na základě dostupných informací v současnosti vykazuje více než 600 000 km² země různý geologický potenciál pro ložiska kovových i nekovových nerostů. návaznosti na 18. dodatek k pákistánské ústavě mohou všechny provincie svobodně využívat a zkoumat nerostné zdroje, které spadají do jejich jurisdikce. Těžba se v průmyslovém sektoru podílí 13,19 % a podílem 2,8 % na HDP. Pákistánský těžební sektor vzrostl v roce 2018 meziročně o 3,04 %.
Průzkumy vládních agentur a nadnárodních těžebních společností ukazují na výskyt značných ložisek nerostů. Objevy husté zoxidované oblasti podložené sulfidovými zónami v provincii Paňdžáb, otevřely nové možnosti průzkumu kovových minerálů. Pákistán má velký, leč zatím nevyužitý potenciál v této oblasti. V posledních letech byl mimo jiné zajímavý i objev uhelného ložiska s více než 175 miliardami tun uhlí v Tharu v provincii Sindh, který záhy způsobil jeho využívání jakožto alternativního zdroje energie.

### Průmysl
Průmyslový sektor v Pákistánu tvoří přibližně 18,17 % HDP.  V roce 2018 zaznamenal růst 5,80 % v porovnání s růstem 5,43 % v roce 2017.  Největším průmyslovým odvětvím Pákistánu je výroba, která představuje přibližně 12,13 % HDP.  Odvětví výroby je dále rozděleno na tři složky, velkovýroba s podílem 79,6 %, malovýroba s 13,8 % a porážka, která ve výrobě přispívá 6,5 %.  Mezi hlavní průmyslové sektory patří cement, hnojiva, jedlý olej, cukr, ocel, tabák, chemikálie, stroje, zpracování potravin a lékařské nástroje, především chirurgické. Pákistán je jedním z největších výrobců a vývozců chirurgických nástrojů .  
Vláda privatizuje velké průmyslové jednotky a veřejný sektor odpovídá za zmenšující se podíl průmyslové produkce, zatímco růst celkové průmyslové produkce (včetně soukromého sektoru) se zrychlil. Cílem vládních politik je diverzifikovat průmyslovou základnu země a posílit exportní průmysl. Velkovýroba je nejrychleji rostoucím odvětvím v pákistánské ekonomice. 
V Pákistánu mají malé a střední podniky významný podíl na celkovém HDP Pákistánu, podle zpráv průzkumu SMEDA a Economic je podíl na ročním HDP 40 %, mimoto vytvářejí významné pracovní příležitosti pro kvalifikované pracovníky a podnikatele. Malé a střední firmy představují téměř 90 % všech podniků v Pákistánu a zaměstnávají 80 % nezemědělské pracovní síly. Tato čísla naznačují potenciál a další růst v tomto sektoru. 

#### Průmysl stavebnin
Pákistán v roce 1947 zdědil čtyři cementárny s celkovou kapacitou půl milionu tun. V letech 1956–66 došlo k expanzi, přesto však průmysl neudržel krok s ekonomickým rozvojem a země se musela uchýlit k dovozu cementu v letech 1976–95. Cementářský sektor se skládá z 27 závodů a přispívá formou daní do státní pokladny více než 30 miliardami Rs. Cementářský průmysl v letech 2012–2013 stal nejvýnosnějším odvětvím pákistánské ekonomiky. 

#### Informační komunikační technologie
V roce 2013 průmysl informačních komunikačních technologií (ICT) vydělal více než 4,8 miliardy amerických dolarů.  V Pákistánu působí více než 1300 IT společností a celkově se hodnota IT průmyslu odhaduje na 2,8 miliardy amerických dolarů. V roce 2007 byl Pákistán poprvé zaznamenán společností A. T. Kearney v Global Services Location Index, což je nástroj, který pomáhá společnostem porozumět a porovnat faktory, díky nimž jsou země atraktivní jako potenciální místa pro offshore služby. Zde mu bylo přiděleno 30. místo. Do konce roku 2009 se Pákistán posunul o 10 příček na 20. místo.  Dle Pakistan Startup reportu existuje v zemi asi 1 milion freelancerů pracujících především prostřednictvím Elance, Upwork, Fiverr, Guru a dalších světově známých freelancer online trhů, které Pákistán řadí mezi top 5 freelance národů. IT export dle výroční zprávy Státní banky Pákistánu v roce 2018 překročil 1 miliardu amerických dolarů.

## Měnová politika
Základní měnovou jednotkou je rupie, které jsou rozděleny do 100 paisas. Bankovka s nominální hodnotou 5 000 rupií je nejnověji vytištěná bankovka, která má největší nominální hodnotou v oběhu. Nedávno SBP představil všechny nové poznámky k designu rupií a to 10, 20, 50, 100, 500, 1000 a 5000.Pákistánská rupie byla závislá na libru šterlinků až do roku 1982, kdy ji vláda generála Zia-ul-Haqa změnila na nezávislou kolísavou měnu . Výsledkem bylo, že rupie devalvovala mezi lety 1982/83 o 38,5% mnoho průmyslových odvětví vybudovaných jeho předchůdcem, tím utrpěly velké ztráty spojené s obrovským nárůstem dovozních nákladů. Po letech uznání pod vedením Zulfikara Ali Bhuttové a navzdory obrovskému nárůstu zahraniční pomoci se rupie oslabila. Pákistánská rupie oslabila vůči americkému dolaru až na začátku 21. století, kdy velký pákistánský přebytek běžného účtu tlačil hodnotu rupie nahoru oproti dolaru. Pákistánská centrální banka se poté stabilizovala snížením úrokových sazeb a nákupem dolarů, aby byla zachována exportní konkurenceschopnost země. Po mezinárodní úvěrové krizi a prudkém nárůstu cen ropy nemohla pákistánská ekonomika tomuto tlaku odolat a 11. října 2008 Pákistánská státní banka uvedla, že devizové rezervy země poklesly o 571,9 milionů USD na 7749,7 milionů USD. Devizové rezervy poklesly více o 10 miliard USD na úroveň 6,59 miliardy USD. V červnu 2013 byl Pákistán na pokraji nesplnění svých finančních závazků. Rezervy v zemi byly na historickém minimu, které pokrývalo dovoz pouze za dva týdny. V lednu 2020 dosáhly pákistánské devizové rezervy 11 503 miliard USD.